# Rudolf Barthelmess
Rudolf Barthelmess, auch Rudolph Barthelmeß (* 1862 in Düsseldorf; † 1939 ebenda), war ein deutscher Genre- und Porträtmaler der Düsseldorfer Schule.

## Leben
Barthelmess, Sohn des Kupferstechers Nikolaus Barthelmess und dessen Ehefrau Maria, einer Schwester des Kupferstechers Rudolf Stang, besuchte bis 1879 die Städtische Realschule Düsseldorf. Wie sein dortiger Mitschüler Willy Spatz studierte er anschließend an der Kunstakademie Düsseldorf Malerei. An der Düsseldorfer Akademie waren zwischen 1879 und 1889 Hugo Crola, Heinrich Lauenstein, Peter Janssen der Ältere, Eduard von Gebhardt, Julius Roeting und vor allem Wilhelm Sohn seine Lehrer. Im Oktober 1890 schrieb er sich an der Königlichen Akademie der Bildenden Künste in München ein. Dort wurde er Schüler von Ludwig von Löfftz. Danach kehrte er nach Düsseldorf zurück, wo er 1895/1896 im Elternhaus an der Immermannstraße 18 wohnte, Mitglied im Künstlerverein Malkasten und Schriftführer im Verein Düsseldorfer Künstler zu gegenseitiger Unterstützung und Hilfe war, Bildnisse in der Galerie Eduard Schulte ausstellte. Am 18. Februar 1897 wurden hier sein Sohn Rudolf Ernst Nikolaus sowie am 27. Oktober 1898 seine Tochter Gerda Maria geboren.
Auf der Großen Berliner Kunstausstellung 1890 war sein Bildnis Nikolaus Barthelmess ausgestellt.